# Abu-Ali Muhàmmad ibn Issa ad-Damghaní
Abu-Ali Muhàmmad ibn Issa ad-Damghaní fou visir dels samànides en els darrers anys de la dinastia. Era originari de Damghan al districte de Kumis.
Amb Nuh II ben Mansur (976-997) els amirs turcs van arribar a tenir molt de poder i els visir sovint eren l'instrument d'una de les faccions dels amirs. Sota el visir Abd Allah ibn Muhammad ibn Uzayr aquest va tenir el suport dels simdjuris Abu l-Hasan i el seu fill Abu Ali i de Faik, i fou hostil a la família Utbi que anteriorment havien ocupat el visirat. No se sap com va arribar al poder Abu Ali Muhammad, però fou nomenat per l'emir el 28 de juliol del 988, i fou després substituït per Abu Nasr Ahmad ibn Muhammad ibn Abi Zayd (anteriorment canceller samànida) però al cap de sis mesos aquest fou assassinat pels amirs i Abu Ali va retornar al càrrec. Segons al-Gardizi quan el karakhànida Bughra Khan va ocupar Bukharà la primavera del 892, es va emportar a Abu Ali Muhammad a Samarcanda, on el visir va morir el 2 de setembre del 992, quasi al mateix temps que el kan que estava malalt.